# Eupithecia albimixta
Eupithecia albimixta là một loài bướm đêm trong họ Geometridae.